# The Big Parade
The Big Parade (bra: O Grande Desfile, ou apenas The Big Parade) é um filme mudo estadunidense de 1925, do gênero drama bélico-romântico, dirigido por King Vidor, com roteiro de Laurence Stallings e Harry Behn 
Com arrecadação de 22 milhões de dólares, é o filme mudo mais lucrativo da história.